# Nederlandsche Bell-Telephoon Maatschappij

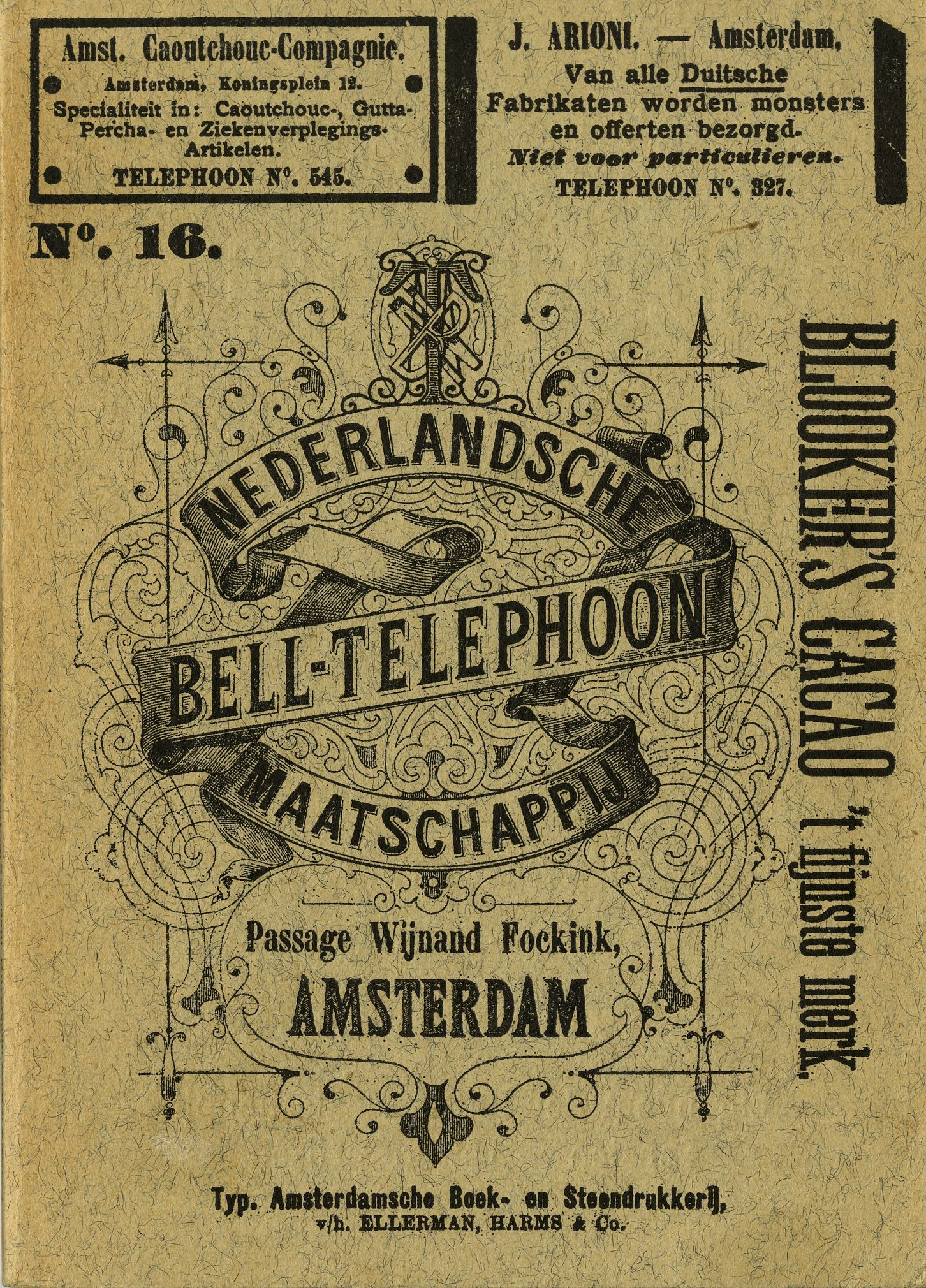
Voorkant van de telefoongids van de Nederlandsche Bell-Telephoon Maatschappij uit 1891.

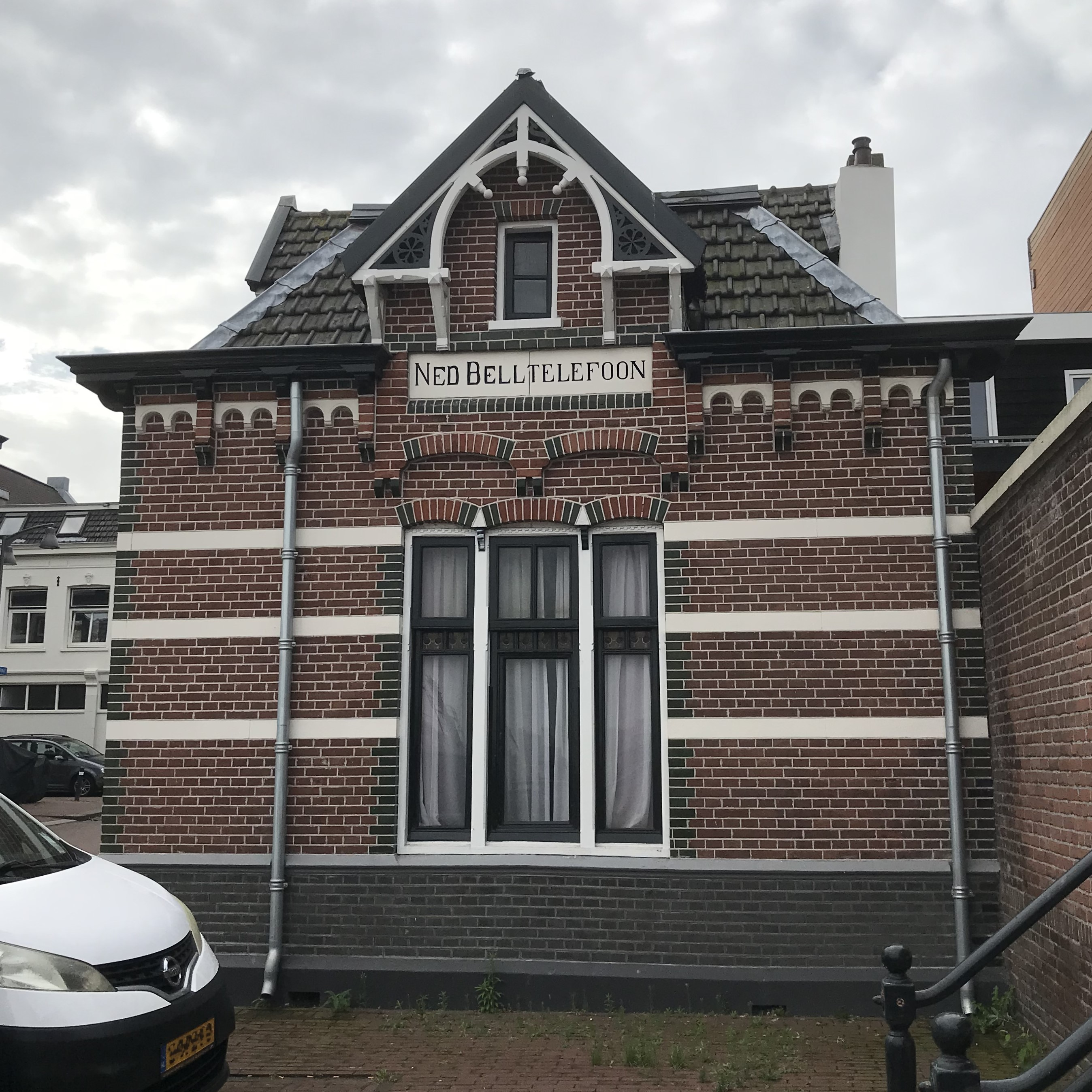
Kantoor in IJmuiden

De Nederlandsche Bell-Telephoon Maatschappij (NBTM) was de eerste aanbieder van telefonie voor particulieren en bedrijven in Nederland.
De maatschappij werd in 1880 opgericht als dochteronderneming van de International Bell Telephone Company en verkreeg als eerste een concessie voor de aanleg van openbare telefoonnetten. Het eerste net werd in 1881 in Amsterdam geopend, met 49 abonnees. In 1888 opende de NBTM de eerste interlokale verbinding, tussen Amsterdam en Haarlem.
Dit particuliere initiatief zou uiteindelijk geen lang leven beschoren zijn: zo liep in 1895 de concessie in Amsterdam af, waarbij de gemeente besloot tot de aanleg van een eigen gemeentelijk telefoonnet, wat in andere gemeenten navolging vond; in 1897 werden de interlokale verbindingen van de NBTM door het Rijk genationaliseerd; en in 1913 werden ook de overgebleven lokale netten van de NBTM door het Rijk overgenomen (wel werd de exploitatie nog tot 1916 door de NBTM gevoerd).
Het aantal geabonneerden van de Nederlandsche Bell-Telephoon Maatschappij bedroeg op 1 juni 1891 3642, verdeeld over de plaatsen:
- Amsterdam 1540
- Haarlem 140
- Zaandam 6
- Hilversum 4
- Baarn 10
- Bussum 5
- Utrecht 163
- Arnhem 233
- Groningen 167
- Rotterdam 815
- Dordrecht 209
- Schiedam 50
- Den Haag 300

Deze getallen komen voor in de 16e officiële gids van de Bell-Telephoon Maatschappij, verschenen op 26 juni 1891. Men was toen ook bezig met de aanleg van een 180 kilometer lange telefoonlijn met twee draden van Amsterdam naar Groningen. In 1890 werden in totaal 49.531 gesprekken gevoerd. 

## Kantoor IJmuiden
In IJmuiden, aan de westzijde van de Visseringstraat, staat nog een oud kantoor van de telefoonmaatschappij gebouwd in 1896. In 1895 kreeg de NBTM vergunning voor de exploitatie van de interlokale telefoonlijn tussen Amsterdam en IJmuiden. Voor de scheepsagenturen en vishandel betekende dit een belangrijke vooruitgang. In 1897 nam het Rijk de exploitatie van de interlokale lijn reeds over, waarna het kantoor tot 1925 uitsluitend gebruikt werd voor lokaal telefoonverkeer binnen de gemeente Velsen. Het is sinds 2001 een monument.